# Lutte physique

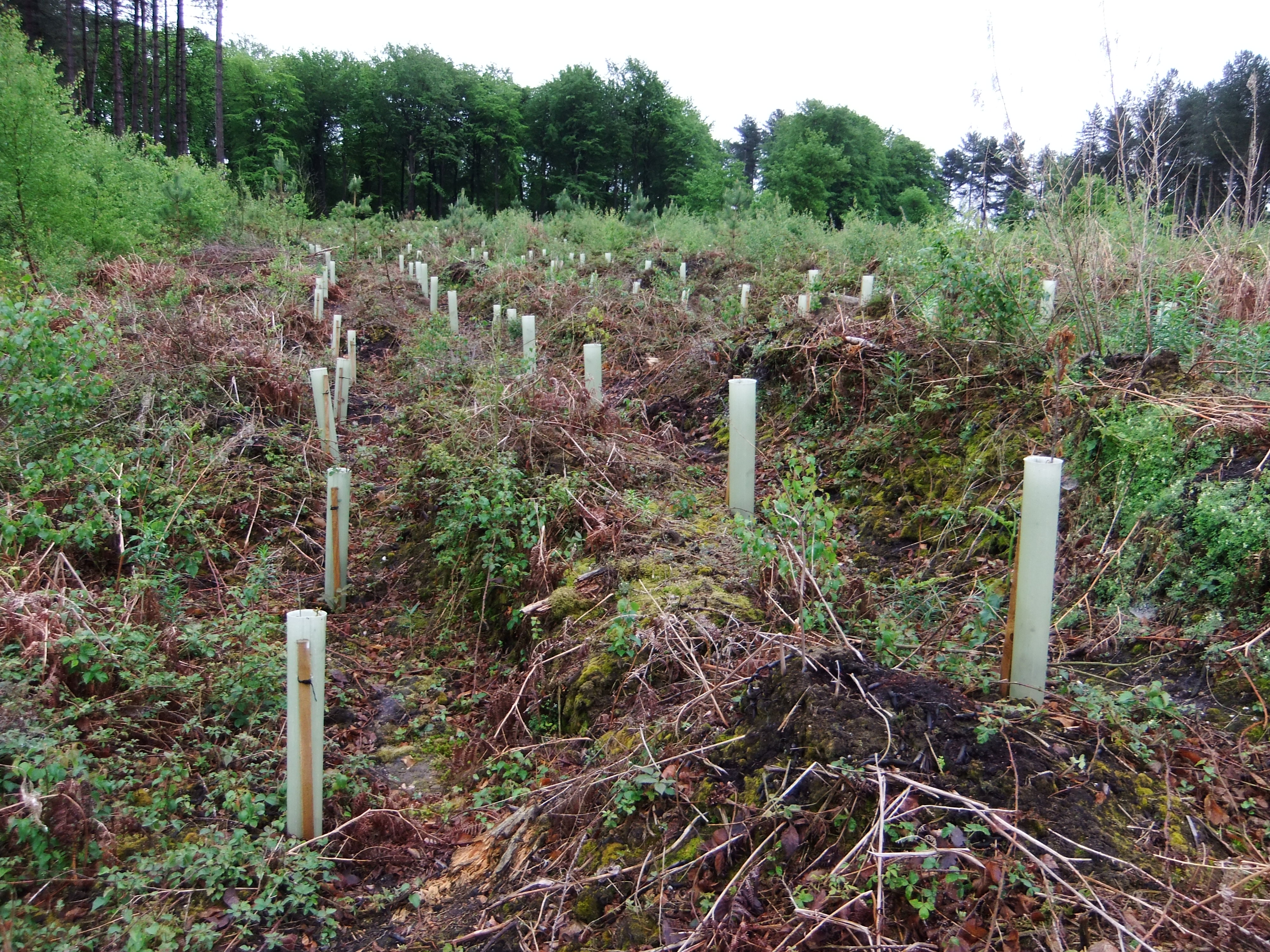
Manchons de protection contre les herbivores dans une plantation forestière.

En protection des cultures, la lutte physique contre les bioagresseurs (agents pathogènes, ravageurs, mauvaises herbes) comprend l'ensemble des méthodes faisant appel à des moyens physiques et mécaniques, qui peuvent être employés tant en phase de culture (période de végétation) qu'après la récolte pour protéger les denrées stockées. Certaines de ces méthodes peuvent également s'employer dans les domaines médical et vétérinaire, domestique et urbain. 
La lutte physique est un élément important de la protection intégrée des cultures, aux côtés de la lutte chimique (pesticides), de la lutte biologique, de la lutte culturale, ainsi que des méthodes génétiques et réglementaires.
Les méthodes de lutte physique sont pour certaines aussi anciennes que l'agriculture (piégeage, échenillage et hannetonnage contre les ravageurs animaux, sarclage et paillis contre les adventices), tandis que d'autres font appel à des techniques plus récentes, telles les radiations électromagnétiques ou les méthodes pneumatiques (aspiration ou soufflage).
Le développement très important de la lutte chimique après la Seconde Guerre mondiale a conduit à délaisser les méthodes physiques, par ailleurs souvent coûteuses en main d'œuvre, mais les inconvénients notoires des pesticides (apparition de résistances, résidus, manque de sélectivité et toxicité pour l'environnement) permettent un renouveau de ces méthodes dans le cadre de la lutte intégrée.